# The Maiden of Moscow
The Maiden of Moscow (Dziewczyna z Moskwy) – poemat epicki romantycznej poetki angielskiej Emmeline Charlotte Elizabeth Stuart-Wortley. Utwór został opublikowany w 1841 roku. Składa się z dwudziestu jeden pieśni. Był dedykowany królowej Holandii. Został napisany wierszem jambicznym czterostopowym. Jego pierwsza pieśń zaczyna się od słów: 
Napoleon's warrior-millions heard 

The fiat of his dread command! — 

Now polished be the sword — the brand! — 

Now cast, — ye founderies of the land, 

Your death-balls at the word! — 

Ye armouries, yield your stores, to gird 

The mighty that in strength shall stand — 

Leagued nations form'd in one vast band, 

Nor be the shock deferred! 

Be th' arsenals well served and scann'd — 

The web of operations plann'd — 

Seize, marshals ! — seize your truncheon wand! —
W omawianym poemacie po raz pierwszy zostało użyte określenie outer space, spopularyzowane przez Herberta George'a Wellsa i używane później powszechnie na określenie przestrzeni kosmicznej.